# Romain Desgranges
Romain Desgranges (* 12. října 1982 Sainte-Colombe) je francouzský reprezentant ve sportovním lezení, vítěz světového poháru, mistr Evropy a Francie v lezení na obtížnost.

## Výkony a ocenění
- 2008 a 2016: nominace na Světové hry 2009 a 2017, kde skončil 3. a 4.
- 2018: ocenění La Sportiva Competition Award za vítězství na SP a ME v roce 2017[1]

### Závodní výsledky
| Světové hry | Světové hry | Světové hry |
| Rok         | 2009        | 2017        |
| ----------- | ----------- | ----------- |
| Obtížnost   | 3           | 4           |

| Mistrovství světa | Mistrovství světa | Mistrovství světa |
| Rok               | 2014              | 2016              |
| ----------------- | ----------------- | ----------------- |
| Obtížnost         | 7                 | 5                 |

| Světový pohár       | Světový pohár | Světový pohár | Světový pohár | Světový pohár | Světový pohár | Světový pohár | Světový pohár | Světový pohár | Světový pohár | Světový pohár | Světový pohár | Světový pohár | Světový pohár | Světový pohár | Světový pohár |
| Rok                 | 2003          | 2004          | 2005          | 2006          | 2007          | 2008          | 2009          | 2010          | 2011          | 2012          | 2013          | 2014          | 2015          | 2016          | 2017          |
| ------------------- | ------------- | ------------- | ------------- | ------------- | ------------- | ------------- | ------------- | ------------- | ------------- | ------------- | ------------- | ------------- | ------------- | ------------- | ------------- |
| Obtížnost           |               |               |               |               | 14            | 11            |               |               |               |               |               |               | 5             | 3             | 1             |
| jednotlivě* (x/x/x) |               |               |               |               |               |               |               |               |               |               |               |               |               |               |               |

* poznámka: nalevo jsou poslední závody v roce
| Mistrovství Evropy | Mistrovství Evropy | Mistrovství Evropy | Mistrovství Evropy | Mistrovství Evropy | Mistrovství Evropy | Mistrovství Evropy |
| Rok                | 2004               | 2008               | 2010               | 2013               | 2015               | 2017               |
| ------------------ | ------------------ | ------------------ | ------------------ | ------------------ | ------------------ | ------------------ |
| Obtížnost          | 18                 | 12                 | 19                 | 1                  | 4                  | 1                  |

| Mistrovství Francie | Mistrovství Francie | Mistrovství Francie | Mistrovství Francie | Mistrovství Francie | Mistrovství Francie | Mistrovství Francie | Mistrovství Francie |
| Rok                 | 2006                | 2008                | 2010                | 2012                | 2013                | 2014                | 2015                |
| ------------------- | ------------------- | ------------------- | ------------------- | ------------------- | ------------------- | ------------------- | ------------------- |
| Obtížnost           | 2                   | 3                   | 2                   | 1                   | 1*                  | 1                   | 1                   |

* pozn.: v roce 2013 byl absolutním vítězem Kanaďan Sean McColl a Romain národním mistrem

### Skalní lezení
- 2011: Haribal Lecter, 9a, Chamonix, Francie, první přelez

### Bouldering
- 2011: The Kaizer Sauzé, 8C, Walid Wood, Francie